# Mountain View (Santa Clara County)
Mountain View is een stad (city) in Santa Clara County, in de Amerikaanse staat Californië. De stad grenst aan Palo Alto, Los Altos en Sunnyvale, alsook aan het vliegveld Moffett Field (Moffett Federal Airfield) en de Baai van San Francisco. Volgens de volkstelling van 2010 wonen er 74.066 mensen. Mountain View dankt zijn naam aan het uitzicht op de nabijgelegen Santa Cruz Mountains.
Mountain View bevindt zich in het dal van Santa Clara, tegenwoordig beter bekend als de Silicon Valley. Enkele van 's werelds grootste technologiebedrijven, zoals Google Inc., Symantec en de Mozilla Foundation hebben hun hoofdzetel in de stad. Ook bevinden er zich gebouwen van Microsoft & Samsung. Het Ames Research Center, een groot ruimtevaart-onderzoekscentrum van de NASA bevindt zich in Moffett Field.

## Demografie
Bij de volkstelling in 2000 werd het aantal inwoners vastgesteld op 70.708.
In 2006 is het aantal inwoners door het Amerikaanse statistiek-bureau, US Census Bureau, geschat op 70.090, een daling van 618 (-0.9%).

## Geografie
Volgens het US Census Bureau beslaat de plaats een oppervlakte van
31,6 km², waarvan 31,2 km² land en 0,4 km² water. Mountain View ligt op ongeveer 30 meter boven zeeniveau.

### Plaatsen in de nabije omgeving
De onderstaande figuur toont nabijgelegen plaatsen in een straal van 8 km rond Mountain View.

## Geboren
- Brian Boitano (1963), kunstschaatser
- Assaf Cohen (1972), acteur
- Kenny Roberts junior (1973), motorcoureur
- Jason Bartlett (1979), honkbalspeler
- Jon Prescott (1981), acteur
- Devon Graye (1987), acteur
- Siso Cunill (1990), Spaans-Brits autocoureur